# Herenszwand

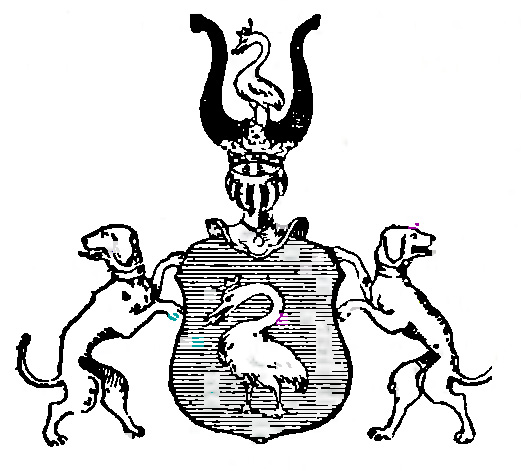
Herb Herenszwand

Herenszwand (Herrenschwandt, Herrenschwend) – herb szlachecki.

## Opis herbu
W polu błękitnem – łabędź srebrny z koroną złotą na głowie. Nad hełmem w koronie między dwoma czarnemi rogami łabędż ukoronowany. Tarczę podtrzymują psy w obrożach z głowami odwróconemi w tył.

## Najwcześniejsze wzmianki
Indygenat polski otrzymał Jan Fryderyk Herrenszwand de Grend 2.7.1768 r. od Stanisława Augusta.

## Herbowni
Herrenszwand